# Zsakó Erzsébet
Zsakó Erzsébet (Kolozsvár, 1930. december 10. – Kolozsvár, 2023. január 19.) erdélyi magyar textilmérnök, műszaki szakíró és unitárius egyházi író, Zsakó János testvére.

## Életútja, munkássága
Unitárius banktisztviselő családjában született. Középiskolai tanulmányokat a kolozsvári Református Leánygimnáziumban (1941–45) és az Unitárius Ipari Leányiskolában (1945–49) folytatott. 1953–59 között a iaşi-i Műegyetemen szerzett textilmérnöki diplomát. 1949-től 1986-ig a kolozsvári Someşul kötöttárugyárban dolgozott egyre felelősségteljesebb, magasabb szakképzettséget kívánó beosztásokban, 1973-78 közt számítástechnikai osztályvezető, 1978-86 közt a II. számú gyáregységet vezette.
Az 1989-es romániai forradalom után újraéledt az egyházi élet és újra megalakultak a civilszervezetek, ezek a körülmények Zsakó Erzsébet életét is megváltoztatták, 1990-től az Unitárius Nőszövetség kolozsvári szervezőinek egyike, majd 1992-2001 közt az Unitárius Nők Országos Szövetségének (UNOSZ) elnöke, a továbbiakban örökös tiszteletbeli elnöke. Az unitárius egyház főtanácsi tagja, majd presbiter. Az EKE, az EMKE és az EME tagja.
Első írása az Industria Textilă c. szaklapban jelent meg 1962-ben, ezenkívül a Magyar Textiltechnika c. folyóiratban, az Unitárius Közlönyben, a Keresztény Magvetőben és a 22 c. lapban közölt cikkeket.
Az Unitárius Nőszövetség történetét tartalmazó kötetét 2004 januárjában mutatták be Kolozsváron, a János Zsigmond Unitárius Kollégium dísztermében. A könyv nyomon követi az unitárius nőmozgalom történetét a 19. század utolsó évtizedeitől a 20. század végéig. Szabó Árpád unitárius püspök szerint a könyv az unitárius múlt évszázados szerepét hozza élet közelbe. Gaal György kiemelte, hogy megvalósult az Unitárius Egyház történetének megismeréséhez szükséges részegységek feltárása.

## Írásai a Keresztény Magvetőből
- Dr. Mikó Lőrincné Zsakó Aranka (1989)
- Az unitárius nőmozgalom kialakulása és a női eszmény fejlődése (1992)
- Mária vagy Márta? A nő szerepe ma az egyház és a nemzet életében (1995)

## Kötete
- Hinni és tenni. Az Unitárius Nőszövetség története; Magyar Unitárius Egyház, Kolozsvár, 2003

## Díjak, elismerések
Zsakó Erzsébet az unitárius egyház keretében kifejtett közösségépítő és közművelődési tevékenységéért, valamint az UNOSZ újjászervezéséért részesült a Magyar Köztársasági Arany Érdemkereszt kitüntetésben 2013. március 14-én.